# Erdspecht
Der Erdspecht (Geocolaptes olivaceus) ist eine Vogelart aus der Familie der Spechte (Picidae). Die Gattung Geocolaptes ist monotypisch mit dem Erdspecht als einziger Art. Diese mittelgroße Spechtart ist ein Endemit Südafrikas, Eswatinis und Lesothos und bewohnt offene, felsenreiche Landschaften. Der Erdspecht ist ein hochspezialisierter Bodenbewohner, die Nahrung besteht fast ausschließlich aus im Boden nistenden Ameisen. Die Art ist häufig und wird von der IUCN als ungefährdet („least concern“) eingestuft.

## Beschreibung

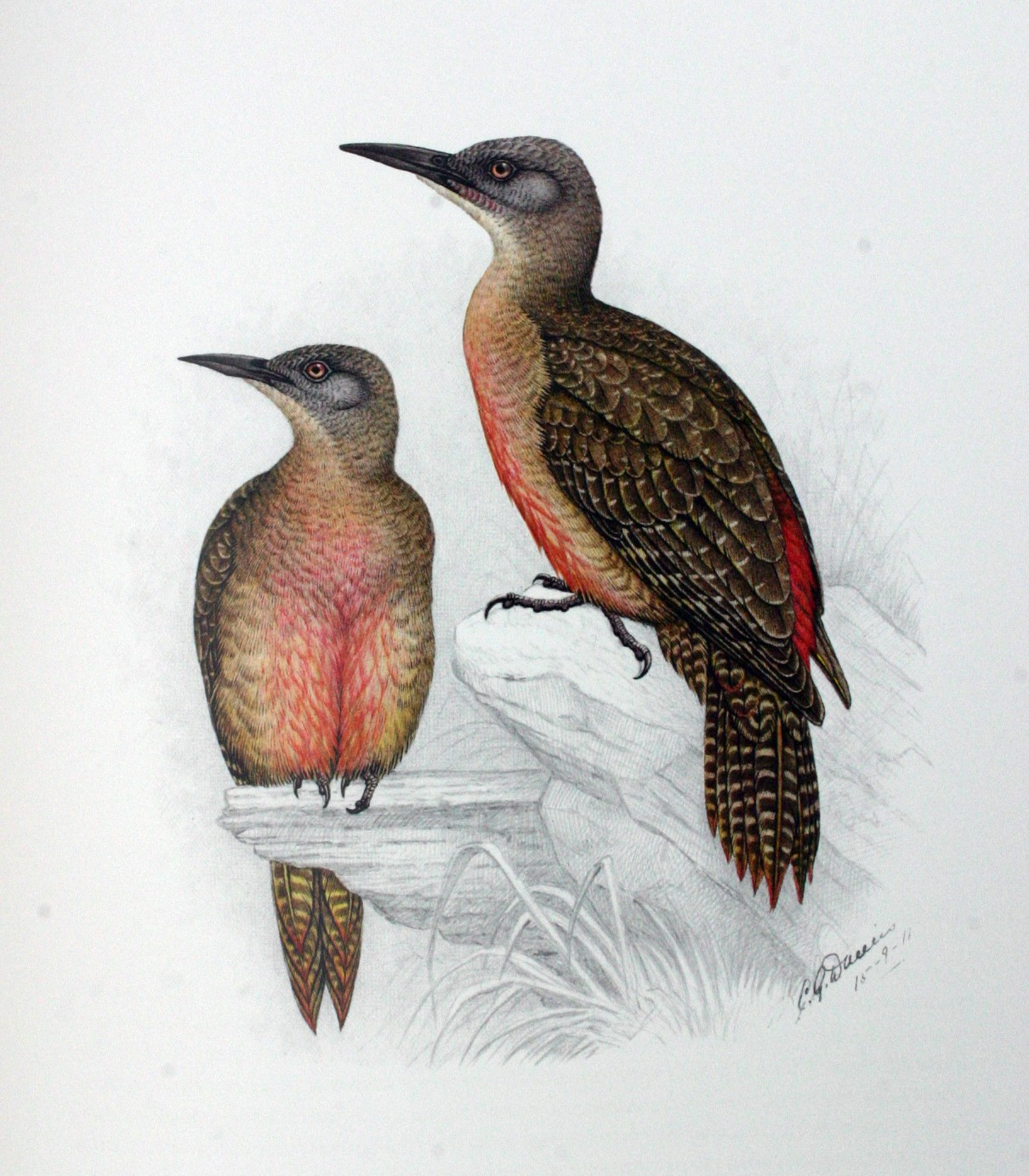
Erdspechte, rechts Männchen, links Weibchen

Erdspechte sind mittelgroße Spechte mit langem, zugespitztem und an der Basis sehr schmalem Schnabel. Der Schnabelfirst ist nach unten gebogen. Die Körperlänge beträgt etwa 22–30 cm, das Gewicht 105–134 g; sie liegen damit in der Größe zwischen Bunt- und Grünspecht. Die Art zeigt anders als die meisten Spechtarten bezüglich der Färbung nur einen schwach ausgeprägten Geschlechtsdimorphismus. 
Das Gefieder der Nominatform ist insgesamt recht düster und kontrastarm. Oberer und mittlerer Rücken und Schulterfedern sind einfarbig graubraun bis blass grünbraun. Der untere Rücken ist rot, die Oberschwanzdecken und die Schwanzoberseite sind auf braunem Grund deutlich, aber schmal weiß gebändert. Die Oberflügeldecken sind graubraun und undeutlich hell gefleckt und gebändert. Die Schwingen und Schirmfedern sind auf dunkelbraunem Grund weiß gebändert, die Schirmfedern sind dabei grünlich oder gräulich überhaucht. Das Brustgefieder ist weiß mit breiten rosaroten Spitzen und leichter heller Streifung. Zum Bauch hin und auf den Unterschwanzdecken sind die Federbasen dunkler und die Spitzen dunkler purpurfarben. Die Flanken sind graubraun und weißlich gebändert, die Bänderung ist oft bis auf die Unterschwanzdecken ausgedehnt. Die Unterflügel sind auf braunem Grund, die Schwanzunterseite auf hellbraunem Grund gelblich weiß gebändert. 
Der Schnabel ist schwarz, an der Basis mehr grau. Beine und Zehen sind grau. Die Iris ist rosa, zur Pupille hin weiß oder weißlich.
Beim Männchen sind Stirn und Oberkopf braungrau. Der Nacken ist mehr braun und zeigt gelegentlich eine Spur von Rot. Kopf- und Halsseiten sind grau, der Bartstreif ist dunkler grau mit feinen roten Spitzen, die nur aus geringer Distanz erkennbar sind. Kinn und Kehle sind weiß. Den Weibchen fehlen die roten Spitzen des Bartstreifs.

## Lautäußerungen
Für die Art ist eine Reihe von zum Teil sehr markanten Rufen bekannt. Ein lautes, harsches Kreischen wie piir, piir, piir ertönt bei Beunruhigung. Vermutlich als Kontakt- und Reviergesang dient eine lärmende Reihe von bis zu fünf tschick-skriiim oder riih-tschick, riih-tschick-Rufen, die an die Geräusche einer Säge beim Schärfen mit einer Feile erinnern. Bei der Balz rufen die Tiere tschiuw-kii.

## Verbreitung und Lebensraum
Der Erdspecht ist ein Endemit Südafrikas, Eswatinis und Lesothos. Das Verbreitungsgebiet reicht in West-Ost-Richtung vom Nordwesten der Provinz Nordkap bis in die Provinz Freistaat und nach Norden bis in den Norden Transvaals, in den Westen Eswatinis und den Westen KwaZulu-Natals. Der gesamte (bewaldete)  Küstenstreifen im Südosten Südafrikas ist unbesiedelt. Die Größe des Gesamtverbreitungsgebietes wird auf etwa 774.000 km² geschätzt.
Die Art bewohnt offene, felsenreiche Landschaften wie zum Beispiel grasige Hänge und Hügel mit zahlreichen Felsen, Grasland mit Felsgraten, Berghänge sowie karge oder erodierte Bereiche, aber auch ähnlich strukturiertes Kulturland, z. B. Straßenränder. Die Tiere kommen überwiegend oberhalb 600 m Höhe vor, bewohnen im Südwesten des Areals aber auch geeignete Habitate bis hinunter auf Meereshöhe.

## Systematik
Neben der Nominatform erkennen Winkler et al. noch eine weitere, jedoch wenig differenzierte Unterart an:
- Geocolaptes olivaceus olivaceus (Gmelin, 1788); mittlere und westliche Kapprovinz.

- Geocolaptes o. prometheus Clancey, 1952; größter Teil des Verbreitungsgebietes. Insgesamt, aber insbesondere auf der Unterseite viel heller als die Nominatform.

## Lebensweise
Erdspechte leben in Paaren oder kleinen Gruppen mit um die sechs Vögeln. Die Aktionsräume dieser Paare oder Gruppen sind 21 bis 70 ha groß. Die Tiere suchen Felsen in derselben Weise ab wie andere Spechte Baumstämme und nutzen Felsen auch als Ruheplätze und Singwarten, häufig auch dicht neben Straßen.

## Ernährung
Erdspechte sind hochspezialisierte Ameisenjäger, die Nahrung besteht zu etwa 99 % aus Ameisen, deren Larven und Puppen. Auf acht Ameisengattungen entfallen etwa 95 % aller Beutetiere. Termiten machen etwa 1 % der Nahrung aus, andere Wirbellose wie Insekten oder Milben werden wohl nur versehentlich gefressen. Die Nahrungssuche erfolgt überwiegend hüpfend oder laufend am Boden, dabei wird jede Unregelmäßigkeit, Spalte und jedes Loch und auch jede Unterkante von aus dem Boden ragenden Felsen mit gezielten einzelnen Schnabelhieben untersucht. Störendes Laub und ähnliches wird mit dem Schnabel beiseite geworfen. Wenn ein unterirdisches Bodennest von Ameisen gefunden ist, wird der Boden an dieser Stelle mit kräftigen Hieben durchlöchert, danach versenken die Tiere den Schnabel im Boden und holen in einer charakteristischen starren Haltung die Ameisen mit der Zunge aus dem Nest. Holzbewohnende Ameisen werden in ähnlicher Weise durch Stochern in Totholz erbeutet. 
Die Nahrungssuche ist sehr effizient, die Tiere verbringen damit maximal ein Drittel des Tages mit zwei deutlichen Aktivitätsgipfeln in den Morgenstunden und am späten Nachmittag. Die Gruppen kennen offenbar die Ameisennester innerhalb ihres Aktionsraums und halten sich in einem bestimmten Gebiet nur maximal drei Tage lang auf.

## Fortpflanzung
Erdspechte brüten in Paaren oder Trios. Die Brutsaison reicht von August bis Dezember. Die Höhlen werden überwiegend vom Männchen in die Böschungen von Steilufern, Erosionsrinnen und zwischen Felsen gegraben. Sie bestehen aus einer 0,5 bis 1,2 m langen und 7,5 cm breiten Röhre, die in eine Nestkammer mit etwa 15 cm Durchmesser mündet. Diese Höhlen werden oft mehrere Jahre lang benutzt. Das Gelege umfasst 2–5, meist 3 Eier, die von beiden Partnern und gegebenenfalls auch von dem Helfervogel bebrütet werden. Die Nestlinge werden wiederum von beiden Eltern und dem Helfer gefüttert, die Jungvögel bleiben nach dem Ausfliegen noch bis zum Beginn der nächsten Brutsaison im Familienverband.

## Bestand und Gefährdung
Angaben zur Größe des Weltbestandes gibt es nicht, die Art gilt in ihrem Verbreitungsgebiet jedoch als häufig. Sie wird von der IUCN als ungefährdet („least concern“) eingestuft.